# Ungheria ai VII Giochi olimpici invernali
L'Ungheria partecipò ai VII Giochi olimpici invernali, svoltisi a Cortina d'Ampezzo, Italia, dal 26 gennaio al 5 febbraio 1956, con una delegazione di 2 atleti impegnati in una discipline.

## Medaglie
| Medaglia | Atleta                    | Sport                 | Evento                         |
| -------- | ------------------------- | --------------------- | ------------------------------ |
| Bronzo   | Marianna Nagy László Nagy | Pattinaggio di figura | Pattinaggio di figura a coppie |